# 新潟県立高田高等学校
新潟県立高田高等学校（にいがたけんりつ たかだこうとうがっこう、英: Niigata Prefectural Takada High School）は、新潟県上越市南城町にある県立の高等学校。

## 概観
愛称は「高高」と書いて"こうこう"。
2008年（平成20年）まで置かれていた県立高校学区制度では第7学区（上越地方）に指定されていた。
高高の歴史は古く、明治7年に開学した藩校が始まりとしている。この藩校は高田藩の藩士子弟教育を目的として設立され、のちに「脩道館」、旧制中学校と形を変えている。
国公立大学など4年制大学に通年で生徒の8割程度が進学している。
また、県内や隣県への進学に留まらず首都圏の「早慶」「MARCH」、関西の「関関同立」ほか医学部への現役合格者も見られる。
2013年（平成25年）度からは文部科学省から理数研究教育の拠点として「スーパーサイエンスハイスクール」に指定されたほか、2016年（平成28年）度には理数科に「メディカルコース」を新設するなど、理数教育に重点を置いた学校運営となっている。
県立高校では珍しく分校を設置していたが、2024年に廃止された。

### エピソード
- 2006年（平成18年）：屋外運動場として使用していた校地に新校舎を建設し、2007年（平成19年）1月9日から新校舎で授業を開始。

旧校舎と第2体育館は2007年（平成19年）2月から解体され、2009年3月には大体育館、同年5月には別の校地に屋外運動場を整備した。
- 校是は上杉謙信の言葉である「第一義」を定めているが[6]、体育館には「第一義」の掛け軸と上杉謙信の肖像画がそれぞれ掲揚されている。
- 1970年（昭和45年）[7]：当時の生徒会組織が発議し、校則による服装・髪型の規定の撤廃を訴え、県はこれを受け入れ校則を削除した[8]。
- 2007年（平成19年）から2年連続で、また2018年（平成20年）にも有名進学校が多数出場する全国高等学校クイズ選手権の全国大会に出場を果たした。

## 設置学科
- 普通科（2年次から文系・理系に分かれる）
- 理数科

## 沿革

### 経緯
新潟県立高田高等学校は、1866年（慶応2年）に高田藩の藩士子弟教育のために設立された藩校（後の「脩道館」）を改め公立新潟学校第四分校として開校したことが創始である。その後、何度も廃校の危機に見舞われたが、近隣地域の支えによって現在に至る。

### 年表
- 1873年（明治6年）
  - 5月 - 新潟学校（1872年（明治5年）11月2日に新潟洋学校として開校）の分校を新発田、長岡、柏崎、高田に置くことを発表[9]。
  - 10月3日 - 藩校「脩道館」を高田第四分校に充当することを決定[9]。
- 1874年（明治7年）
  - 1月12日 - 高田第四分校設立により始業式を行う（生徒36名）[9]。
  - 5月16日 - 藩校「脩道館」を改め、公立新潟學校第四分校として開校式を挙行[9]。
- 1876年（明治9年）
  - 3月27日 - 高田町の山下火事により第四分校が被災[10]。
  - 9月1日 - 県令により廃校、その後高田仮學校に改称の上で授業を継続[9]。
- 1877年（明治10年）1月 - 公立学校設立認可。変則中学として英・数・漢を教える[9]。
- 1878年（明治11年）
  - 5月31日 - 公立普通中学校開学が許可され、第五中學区中學高田學校と改称[9][11]。
  - 9月 - 新築校舎が完成[9]。（岡島町[11] の旧市立図書館跡地[9]、現：上越市立大手町小学校の位置）
  - 9月11日 - 明治天皇北陸巡業にあたり、新校舎が行在所となる[9]。
- 1880年（明治13年）3月 - 初の4名の卒業生を送り出した[9]。
- 1886年（明治19年）4月 - 「中学校令」公布、『地方税またはその補助に係るものは一府県一校に限る』との条項により再廃校となる[12]。その後地方有志の醵金により私立認可学校として学校を継続する[13]。
- 1888年（明治21年）5月 - 教則改正許可を得て、私立高田尋常中學校と改称[9]。
- 1891年（明治24年）1月29日 - 町村立高田中學校と改称[9]。
- 1893年（明治26年）10月1日 - 中頸城總町村組合立中頸城尋常中學校と改称[9]。
- 1897年（明治30年）4月1日 - 郡制施行により中頸城郡立中頸城中学校と改称[9]。
- 1898年（明治31年）4月4日 - 馬場先（現在地）に新校舎がほぼ落成。上棟式挙行。同月5日移転[9]。
- 1899年（明治32年）4月1日 - 中頸城中学校と改称[9]。
- 1900年（明治33年）4月1日 - 県立化され、新潟県高田中学校と改称[9]。
- 1901年（明治34年）8月1日 - 新潟県立高田中学校と改称[9]。
- 1904年（明治37年）5月 - この日に初めて現校歌と記念式歌を合唱。
- 1906年（明治39年）4月 - 高田中學校糸魚川分校（現：糸魚川高校）を開校。
- 1929年（昭和4年）12月 - 全校舎改築落成。
- 1941年（昭和16年）
  - 9月29日 - 火災により校舎大半焼失[14]、謙信文庫も類焼。
  - 11月24日 - 再び火災に見舞われる[14]。
- 1947年（昭和22年）10月12日 - 昭和天皇が行幸（昭和天皇の戦後巡幸）[15]。
- 1948年（昭和23年）4月 - 学制改革により新潟県立高田高等学校となる。通信課程を併設。
- 1950年（昭和25年）4月 - 男女共学開始。
- 1953年（昭和28年）11月 - 新校舎落成式典を挙行。
- 1957年（昭和32年）5月17日 - 火災により校舎大半焼失[16]、醵金により復旧に着手する。
- 1964年（昭和39年）
  - 6月 - 現校舎落成式典を挙行。
  - 6月10日 - 昭和天皇、香淳皇后が第19回国民体育大会開催に合わせて行幸啓[17]。
- 1973年（昭和48年）11月 - 創立百周年記念式典を挙行。
- 1976年（昭和51年）3月 - 通信制課程を高田南城高校に移管。
- 1995年（平成7年）4月 - 理数科を設置。65分授業開始。
- 1999年（平成11年）4月 - 2学期制開始。
- 2007年（平成19年）1月9日 - 新校舎による授業開始。
- 2008年（平成20年）3月18日 - シンガーソングライターのGacktが卒業式にサプライズゲストとして登場。NHK大河ドラマ風林火山に上杉謙信役で出演した縁から、第一義が校是である同校の卒業式でミニライブを行った。
- 2009年（平成21年）4月 - 3学期制開始。55分授業開始。
- 2010年（平成22年）9月 - 「第一義館」完成
- 2011年（平成23年）11月 - 校舎改築記念式典挙行。
- 2013年（平成25年）3月 - 文部科学省よりスーパーサイエンスハイスクール (SSH) に指定。（第1期目：2013 - 2017年、第2期目：2018 - 2022年）
- 2014年（平成26年）3月 - 映画「夢は牛のお医者さん」にて主人公の本校在学時代が描かれる。

## 教育方針

### 教育目標
- 学力の向上を図り、聡明な知性を陶冶する。
- 気力と体力を鍛え、豊かな人間性や社会性を涵養する。
- 高い志と品性を培い、国際社会に貢献する人材を育成する。

## 校歌
作詞：秋田実、作曲：早川喜左衛門

## 学校行事
- 入学式・始業式・新任式
- 春・秋の遠足
- 1年生高高オリエンテーションweek
  - 以前は合宿が行われていたが、近年は学校生活について様々なガイダンスが午後を使って行われる。
- 高高祭（文化祭）
  - 1年は催し物、2年は食堂・食販店、3年は演劇が慣例となっている。
- 夏・冬の球技大会
  - 本校では体育祭が行われないため、非常に盛り上がる。なお、冬の球技大会に3年生は参加しない。
- 全校登山（1年生必須、2,3年生希望者）
  - 妙高山、尾瀬、白馬、燕岳、立山などのコースから一つを選択する。
- 全校マラソン大会
  - 男子10キロ、女子5キロを走る。
- 創立記念式典
  - OBによる講演会が行われる（2019年の創立記念式典では、現皇后の父である小和田恆が講演した）。
- 東京研修・ベトナム研修
  - 2年次に、東京研修は3日間、ベトナム研修は5日間行われる。
  - 東京研修では企業や大学を訪問し学び、将来や進路への意識を高める。
  - ベトナム研修では現地の高校と交流を行ったり海外で活躍する日本企業を訪問し、知見や視野を広げる。例年希望者が多く、選考が行われる。
- 1年生スキー合宿
  - 志賀高原スキー場で2泊3日の日程で行われる。2016年頃までは2年生の行事だった[19]。
- 卒業式・離退任式
  - 卒業式当日には、生徒会誌「第一義」が配布される。
- 修学旅行・体育祭は行わない。
  - 前述のとおり東京・ベトナム研修旅行や球技大会が行われている。

## 部活動
- 運動部 - 陸上競技、体操、水泳、バレーボール、バスケットボール、テニス、ソフトテニス、卓球、バドミントン、野球、剣道、サッカー、ラグビー、登山、弓道
- 文化部 - 地学、管弦楽、合唱、美術、書道、百人一首かるた、演劇、囲碁将棋
- 同好会 - 文芸創作、軽音楽、クッキング、生物、数学オリンピック、英語、ロボット、化学

## 所在地
- 〒943-8515 新潟県上越市南城町3丁目5番5号

## 著名な出身者

### 政界
- 風間直樹 - 元参議院議員（立憲民主党）・参議院政審会長代理・参議院憲法審査会筆頭幹事・元外務大臣政務官
- 高鳥修一 - 衆議院議員（自民党）・農林水産副大臣・元内閣府副大臣・元厚生労働大臣政務官
- 塚田十一郎 - 元郵政大臣・元新潟県知事
- 藤田憲彦 - 元衆議院議員（民主党）
- 宮越馨 - 元上越市長、大蔵官僚
- 芳澤謙吉 - 元外務大臣、緒方貞子の祖父
- 保阪潤治 - 貴族院多額納税者議員、地主、古典籍蒐集家

### 行政
- 伊藤雅治 - 厚生労働技官、元厚生労働省医政局長、元全国社会保険協会連合会理事長
- 岩佐理 - 大蔵・財務官僚、関東信越国税局長、財務省大臣官房文書課長
- 小和田恆 - 外交官、元外務事務次官、元国連大使、皇后雅子の父
- 小菅淳一 - 外交官、駐ヨルダン大使
- 峯村保雄 - 外交官、駐エルサルバドル大使
- 八木毅 - 外交官、駐ドイツ大使
- 柳孝 - 文部科学官僚、文部科学事務次官、元内閣府政策統括官、元文部科学省大臣官房長

### 軍関係
- 合田平 - 旧帝国陸軍軍医総監

### 財界
- 内山郁夫 - 元日本ケミコン社長
- 佐藤秀哉 - テラスカイ創業者・社長
- 下山敏郎 - オリンパス元会長、社長
- 庄山悦彦 - 日立製作所代表取締役会長、日本経団連副会長
- 田中弘邦 - 元全国特定郵便局長会会長
- 佐久間曻二 - 元パナソニック副社長、WOWOW元会長
- 南雲忠信 - 横浜ゴム元代表取締役会長

### 法曹
- 一木剛太郎 - 弁護士、元司法協会理事長、法テラス初代事務局長、元森・濱田松本法律事務所パートナー
- 伊藤茂昭 - 弁護士、元日本弁護士連合会副会長、関東弁護士会連合会理事長、シティユーワ法律事務所パートナー

### 研究者・学者
- 春日偉知郎 - 民事訴訟法学者、元慶應義塾大学教授、筑波大学名誉教授
- 倉石武四郎 - 中国文学者
- 坂口謹一郎 - 応用微生物学者、東京大学名誉教授（旧制時代に2年だけ在学）
- 関野貞 - 建築史家、東京帝国大学教授
- 中村進午 - 国際法学者、東京商科大学（現一橋大学）名誉教授、元早稲田大学教授
- 三浦展 - 郊外文化研究者、ライター
- 菅山謙正 - 元龍谷大学特任教授、言語学者[20]
- 新井誠 - 民法学者、筑波大学名誉教授

### 文学
- 小川未明 - 児童文学作家
- 小田嶽夫 - 第3回芥川賞作家
- 小林信彦 - 作家（旧制時代に1年だけ在学）
- 相馬御風 - 詩人、早大校歌都の西北など

### 芸術
- 北川フラム - アートディレクター、アートフロントギャラリー主宰
- 長野宇平治 - 建築家、日本銀行技師長
- 丸山繁雄 - ジャズボーカリスト、芸術学博士、日本大学芸術学部音楽学科講師

### マスコミ
- 伊藤麻子 - 元新潟放送アナウンサー
- 岡田幹治 - ジャーナリスト、元朝日新聞論説委員、元週刊金曜日編集長
- 金山泉 - 毎日放送アナウンサー
- 菊野麻子 - 元NST新潟総合テレビアナウンサー
- 桜井洋子 - NHKアナウンサー
- 新保真徳 - 新潟放送アナウンサー
- 田巻直子 - 新潟放送アナウンサー
- 星野圭介 - NHKアナウンサー
- 水谷悠莉 - 元NST新潟総合テレビアナウンサー

### スポーツ
- 小西翔 - プロ野球選手
- 小日向謙一 - ボート競技アトランタオリンピック代表、歯科医師
- 坂詰真二 - スポーツトレーナー、文筆家
- 山﨑夏生 - パ・リーグ審判
- 渡辺一衛  − 元プロ野球選手（大映スターズ）

### 芸能
- 齊藤ジョニー - シンガーソングライター、Goose houseメンバー
- 佐藤佑介 - 俳優
- 三遊亭白鳥 - 落語家
- 清水邦夫 - 劇作家、演出家
- 鳴海日出夫 - 歌手
- 萩尾みどり - 女優
- パーティ内山 - ピン芸人
- 樋口大輔 - お笑い芸人、ジンカーズ
- 俵山峻 - お笑い芸人、スクールゾーン

## アクセス
- ETRえちごトキめき鉄道（妙高はねうまライン）高田駅 徒歩約30分、自転車約15分
- ETRえちごトキめき鉄道（妙高はねうまライン）南高田駅 徒歩約30分、自転車約15分
- 頸城自動車 「高田高校前」停留所[21] 徒歩約1分 （※停車する便はわずか）
- 頸城自動車「南城町3丁目」停留所[21] 徒歩約20分
- 頸城自動車「上越地域振興局庁舎入口」停留所[21] 徒歩約15分

※バイク通学は届出制、一部の生徒のみ。

## 進学先地域
同校の発表に基づき、2015年（平成27年）度から2019年（平成31年／令和元年）度までの5年度間における同校の卒業生の国公立大学合格者数（新卒に限る）を大学の所在地域別に分類し、一部を抜粋すると次の通りであった。
| 大学の所在地域 | 人数 |
| -------------- | ---- |
| 新潟県         | 245  |
| 新潟市         | 178  |
| 上越市         | 61   |
| 長岡市         | 6    |
| 関東地方       | 92   |
| 北陸地方       | 89   |
| 石川県金沢市   | 46   |
| 富山県富山市   | 43   |
| 東北地方       | 38   |
| 宮城県仙台市   | 21   |
| 山形県山形市   | 17   |
| 長野県         | 24   |
| 近畿地方       | 24   |
| 東海地方       | 6    |